# Verbena gooddingii
Verbena gooddingii — вид рослин родини Вербенові (Verbenaceae), поширений у пн.-зх. Мексиці й на півдні США.

## Опис
Багаторічна трав'яниста рослина (іноді цвітіння 1-го року), 10–45 см. Стебло: 3–10 + від основи; волоски м'які, розлогі. Листок 1–4 см, від ланцетної до яйцеподібної форми, тупо зубчастий, коротко-м'який волосистий; базально 3–5-лопатевий, від конічного до ± є плоский черешок. Суцвіття: колос зазвичай 1 на стеблові гілки, у плодах 2–6 см, діаметром 10-15 см, щільні; приквіткова приквітка 4.5–6 мм. Квітка: чашечка 6–9.5 мм, розповсюджені волоски; віночок 8–14 мм, фіолетово-блакитний. Плід: 2–3 мм. Хромосоми: 2n = 30.

## Поширення
Поширений у пн.-зх. Мексиці й на півдні США (Аризона, Каліфорнія, Невада, Юта).